# 螯变反应
螯变反应是环加成反应的一种，反应中，一个反应物的一个原子向另一个反应物共轭系统的两端原子加成，形成两个新的σ键。反应底物减少一个π键，该原子的配位数上升。
螯变反应形式上是(m+1)环加成反应，反应产物大多为五元环。逆反应称螯变消除反应，其驱动力常常是气态产物导致的熵增优势。螯变反应与逆反应都是立体专一反应，都遵守分子轨道对称守恒原理。
常见的螯变反应是1,3-丁二烯与二氧化硫的加成反应。该反应是可逆的，100°C以下有利于生成加成产物，100°C以上加成产物分解。ΔH = -16.5kcal/mol，平衡常数在100°C时约等于1。利用这个反应，环丁烯砜（固体）可用来提供1,3-丁二烯（气体）。
3-吡咯啉类化合物用N-硝基羟胺处理，得到一个二氮烯，分解生成氮气和一个二烯。
合成六苯基苯时，最后一步采用了螯变消除反应。用取代环戊二烯酮与炔烃加成生成取代双环[2.2.1]庚二烯-7-酮，脱羰得到六苯基苯：

环状砜类通过螯变消除反应，放出二氧化硫，生成二烯烃，紧接着与亲双烯体发生狄尔斯-阿尔德反应，是合成某类多环化合物的常用方法。下图的反应也是螯变消除反应的一个应用：